# Соддо
Соддо (амх. ሶዶ) — город на юго-западе центральной части Эфиопии, в Регионе наций и национальностей юга.

## Географическое положение
Расположен примерно в 438 к юго-западу от Аддис-Абебы, в 130 км к западу от города Ауаса, на высоте 2299 м над уровнем моря.

## Население
По данным CSA на 2007 год население Соддо составляло 76 050 человек, из них 40 140 мужчин и 35 910 женщин. 54,61 % населения — протестанты; 38,43 % — последователи эфиопской православной церкви; 4,76 % — мусульмане и 1,28 % — католики.
Согласно оценке численности населения на 2023 год, сделанной Центральной статистической службой Эфиопии, общая численность населения города составляет 213 467 жителей, из которых 108 161 мужчина и 105 306 женщин.

## Транспорт
Имеется аэропорт. Дорога протяжённостью в 166 км соединяет Соддо с городком Чида. Строительство дороги началось в 1994 году и закончилось в 1999 году. В результате прокладки дороги, расстояние между Ауассой и городом Мизан-Тэфэри сократилось до 400 км. Вместе с сооружением механизированного моста через реку Омо, а также постройкой ещё пяти мостов дорога обошлись в 255 млн быр.